# Chelonus fisetshkoi
Chelonus fisetshkoi är en stekelart som först beskrevs av Vladimir Ivanovich Tobias 1997.  Chelonus fisetshkoi ingår i släktet Chelonus och familjen bracksteklar. Inga underarter finns listade i Catalogue of Life.